# Svarthagtorn
Crataegus nigra är en rosväxtart som beskrevs av Franz de Paula Adam von Waldstein-Wartemberg och Kit.. Crataegus nigra ingår i Hagtornssläktet som ingår i familjen rosväxter. Inga underarter finns listade i Catalogue of Life.